# Shinobi Legions
Shinobi Legions, i Europa känt som Shinobi X och i Japan känt som Shin Shinobi Den (新・忍伝) i Japan, är ett actionspel i Shinobiserien, utvecklat och utgivet av Sega 1995 till Saturn.

## Handling
Sho skall rädda Aya, som blivit kidnappad av Kazuma.

### Fotnoter
1. 1 2 3  ”Shinobi Legions” (på engelska). Gamefaqs. http://www.gamefaqs.com/saturn/574699-shinobi-legions/data. Läst 3 maj 2014.